# 히가시 케이스케 (1988년)
히가시 케이스케(일본어: 東 慶介, 1988년 8월 14일 ~ )는 일본의 스턴트 배우, 슈트 액터이다. 